# Тиксотропність гірських порід
Тиксотропність гірських порід (рос. тиксотропность горных пород, англ. thixotropy of rocks; нім. Thixotropie der Gesteine) – властивість гірських порід, поширена в природі, яка як негативно, так і позитивно впливає на технологічні процеси при розробці вологих зв'язних порід. 
Наприклад, при транспортуванні таких порід тиксотропне розрідження спричиняє інтенсивне їх прилипання до робочих поверхонь трансп. обладнання, знижуючи його продуктивність в 1,5 рази. З іншого боку, тиксотропність використовують при веденні бурових робіт, забиванні паль. Т.г.п. – причина зсувних явищ.